# مرد نامرئی (فیلم ۱۳۷۴)
مرد نامرئی فیلمی به کارگردانی فریال بهزاد و نویسندگی مهدی سجاده‌چی محصول سال ۱۳۷۴ است.

## بازیگران
- هرمز هدایت
- مجید عالمی پروین
- نادیا دلدار گلچین
- علی شوکت
- ابراهیم آبادی
- پرویز بشردوست
- هوشنگ قوانلو
- حمید دلشکیب
- کامران فیوضات
- حمید لولایی
- اکبر سنگی
- علی‌اصغر نجات
- هما خاکپاش
- شاپور بخشایی
- بهناز ترابی
- حسینعلی پرستار
- بابک قبادی
- سعید بهبودی
- رضا کشاورزی
- حسین یعقوبی
- افشین زینوری
- بهروز عباسی
- بهروز پیروزیان
- غضنفر راوند
- علی باقری
- فرید مهرآرا
- حمید کلانی
- امیر حاج محمدخانی
- غلامعلی زارع
- احمد سرفراز
- سعید حاجی سیفی
- زهرا حاجی سیفی
- اکرم رضایی
- مونا نوروزی
- فریبا محمودی
- فرشته محمودی
- مهران منتخبی
- شراره آقاجانی
- شعله آقاجانی
- فرشته نامیار
- فریبا نامیار
- فریده نامیار
- زهرا اشرف الدین
- مهدی بطحایی
- بهرام ترابی
- هرمز مهبده
- محمد آزادی
- علی مختاری
- مهدی محمدی
- رزیتا کرامتی
- میترا کرامتی
- علی اردوبادی
- امید رشید
- انوشیروان نوریان
- فضل‌الله غلامی
- بهادر مرادی
- حسین طوسی
- حسین کاووسی
- فرشاد نژادآرا
- قدرت‌الله سلیمان‌نژاد